# The Mountain Goats
The Mountain Goats (zapis stylizowany: the Mountain Goats) – amerykański zespół indie rockowy, założony w 1991 roku przez gitarzystę i wokalistę Johna Darnielle'a (jedynego stałego członka i frontmana, także pisarza) w Claremont. Obecnie aktywny jest w Durham. Początkowo zespół tworzył półamatorsko w stylu lo-fi i wydawał nagrania na kasetach albo winylach, od 2002 roku nagrywa zaś płyty w profesjonalnych studiach.
Zespół po raz pierwszy i jak na razie jedyny wystąpił w Polsce w czerwcu 2012 na Songwriting Op!era Festival w Białymstoku.

## Historia
Nazwa zespołu jest aluzją do piosenki „Big Yellow Coat” Screamin’ Jay Hawkinsa. Darnielle w młodości zafascynował się poezją, początkowo dadaizmem, ale później też polskimi autorami, takimi, jak Czesław Miłosz, Tadeusz Różewicz, Aleksander Wat, Jerzy Pilch, Magdalena Tulli. Wkrótce sam zaczął tworzyć teksty. Pierwsze nagrania pod tą nazwą  John Darnielle czynił głównie za pomocą boom boxów, w przerwach od swojej pracy jako pielęgniarz w szpitalu psychiatrycznym. Pierwszą kasetą była Taboo VI: The Homecoming, wydawana przez Shrimper Records, a zespół zaczął zdobywać popularność w podziemiu. Przy pierwszych występach na żywo towarzyszył mu składający się tylko z kobiet zespół reggae The Casual Girls, w tym Rachel Ware, towarzysząca zespołowi stale do 1995. Od ok. 1996 roku Darnielle zaczął współpracę z innymi muzykami, m.in. Alastairem Galbraithem i Simon Joyner. Nagrania grupy w tym okresie pojawiały się na bardzo licznych kompilacjach, a kolejne płyty wydawały różne wytwórnie.
W 2002 roku - od płyty Tallahassee, poświęconej parze znajomych Darnielle'a, opisanych jako The Alpha Series - zespół zaczął wydawać płyty przez niezależną wytwórnię o dużym zasięgu 4AD; odtąd płyty grupy są profesjonalnie produkowane i zyskały szerszy rozgłos. Po promującej album trasie koncertowej do zespołu dołączył uczestniczący jeszcze w nagraniu Tallahassee basista Peter Hughes. Kolejny album We Shall All Be Healed jako pierwszy zawierał wątki autobiograficzne z biografii Darnielle'a. Po wydaniu The Sunset Tree w 2005 (także zawierającej wątki autobiograficzne), pojawiła się płyta Get Lonely, która jako pierwsze wydawnictwo zespołu pojawiła się na liście Billboard 200. W 2007 do zespołu dołączył Jon Wurster. Tematy powiązane z Biblią poruszała płyta Heretic Pride z 2008, a zwłaszcza wydana rok później The Life of the World to Come. To drugie wydawnictwo składało się z utworów wprost odnoszących się do konkretnych wersów tej księgi, było także bardziej wyciszone w porównaniu do poprzednich wydawnictw.
W 2010 roku zespół przeszedł pod skrzydła wytwórni Merge Records (gdzie wydawał zespół Wurstera Superchunk) i rok później wydał w niej All Eternals Deck, płytę opartą na historii o kartach tarota. W 2012 pojawił się album Transcendental Youth. W czerwcu 2013 roku wydawnictwo All Hail West Texas, uważane przez Darnielle'a za kulminację jego nagrań lo-fi, wydano na CD.

## Członkowie
- John Darnielle – wokal, gitara, fortepian
- Peter Hughes – gitara basowa, dodatkowy wokal
- Jon Wurster - perkusja

### Byli członkowie i współpracownicy
- Rachel Ware – Bass, wokal
- The Bright Mountain Choir
- The North Mass Mountain Choir
- Franklin Bruno – fortepian
- Lalitree Darnielle – banjo
- Alastair Galbraith – skrzypce
- John Vanderslice
- Erik Friedlander – wiolonczela
- Scott Solter
- Alex Decarville
- Richard Colburn – perkusja
- Christopher McGuire – perkusja
- Nora Danielson – skrzypce
- Maggie Doyle – keytar
- Kaki King

## Dyskografia

### Albumy studyjne
- 1991 - Taboo VI: The Homecoming (Shrimper Records)
- 1992 - The Hound Chronicles (Shrimper Records)
- 1993 - Hot Garden Stomp (Shrimper Records)
- 1994 - Zopilote Machine (Ajax Records)
- 1995 - Sweden (Shrimper Records)
- 1996 - Nothing for Juice (Ajax Records)
- 1997 - Full Force Galesburg (Emperor Jones)
- 2000 - The Coroner's Gambit (Absolutely Kosher)
- 2002 - All Hail West Texas (Emperor Jones)
- 2002 - Tallahassee (4AD)
- 2004 - We Shall All Be Healed (4AD)
- 2005 - The Sunset Tree (4AD)
- 2005 - Come, Come to the Sunset Tree (4AD)
- 2006 - Get Lonely (4AD)
- 2008 - Heretic Pride (4AD)
- 2009 - The Life of the World to Come (4AD)
- 2010 - Stereo Love  (4AD)
- 2011 - All Eternals Deck (Merge)
- 2012 - Transcendental Youth (Merge)
- 2015 - Beat the Champ (Merge)
- 2017 - Goths (Merge)
- 2019 - In League with Dragons (Merge)
- 2020 - Songs for Pierre Chuvin (Merge)
- 2020 - Getting Into Knives (Merge)
- 2021 - Dark in Here (Merge)
- 2022 - Bleed Out (Merge)
- 2023 - Jenny from Thebes (Merge)